# Giuseppe Loretz
Giuseppe Loretz (* 4. März 1860 in Mailand; † 15. Januar 1944 in Rubiana) war ein italienischer Radrennfahrer.
1885 gewann Giuseppe Loretz die erste Austragung der Italienischen Straßen-Radmeisterschaften, noch auf dem Hochrad. Das Rennen führte von Mailand nach Cremona und zurück über 160 Kilometer. Loretz benötigte drei Stunden und 27 Minuten. Aus der Hand von Prinz Amadeus von Savoyen erhielt er einen 72 Gramm schweren Goldpokal. 1886 wurde er Vize-Meister. Auch auf dem Dreirad errang er den Titel eines italienischen Meisters.